# Polygonum kelloggii
Polygonum kelloggii är en slideväxtart som beskrevs av Edward Lee Greene. Polygonum kelloggii ingår i släktet trampörter, och familjen slideväxter.

## Underarter
Arten delas in i följande underarter:
- P. k. esotericum
- P. k. watsonii